# 161. jaktflygdivisionen
161. jaktflygdivisionen även känd som Petter Röd var en jaktflygdivision inom svenska flygvapnet som verkade i olika former åren 1944–1967 och 1983–1985. Divisionen var baserad på Tullinge flygplats sydväst om Stockholm.

## Historik
Petter Röd var 1. divisionen vid Upplands flygflottilj (F 16), eller 161. jaktflygdivisionen inom Flygvapnet, och sattes upp i Uppsala 1944. På order av Chefen för Flygvapnet Lage Thunberg, beslutades att sex flygdivisioner skulle vakantsattes sommaren 1967. Där en av de berörda divisionerna var Petter Röd. Detta som en åtgärd för att minska Flygvapnets utgifter.
Den 1 januari 1983 återuppsattes divisionen, dock så var det ej någon ny division som tillkom inom Flygvapnet. Utan istället var det 13. jaktflygdivisionen (Adam Gul), som överfördes från Västmanlands flygflottilj till Upplands flygflottilj som Petter Röd.
Petter Röd var dock inte förlagd till Uppsala, utan var baserad till Tullinge. Där Adam Gul hade ombaserats från Västerås hösten 1981, och därifrån verkade som ett detachement till Västmanlands flygflottilj. Vilken övergick till Upplands flygflottilj från den 1 januari 1983. Dock så kom divisionen och detachementet upplösas den 30 juni 1985.

## Materiel vid förbandet
| Jaktflyg - 1944-1945: J 22 - 1945-1952: J 26 - 1952-1962: J 29A - 1963-1967: J 35A/B Draken | Jaktflyg - 1983–1985: J 35F-1 Draken |

## Förbandschefer
Divisionschefer vid 161. jaktflygdivisionen (Petter Röd) åren 1944–1967 och 1983–1985.
- 1944–1967: ???
- 1983–1985: Alvar Nyrén

## Anropssignal, beteckning och förläggningsort
| Petter Röd | 1944-??-?? | – | 1967-06-30 |
| Petter Röd | 1983-01-01 | – | 1985-06-30 |

| 161. jaktflygdivisionen | 1944-??-?? | – | 1967-06-30 |
| 161. jaktflygdivisionen | 1983-01-01 | – | 1985-06-30 |

| Ärna flygplats (F)     | 1944-??-?? | – | 1967-06-30 |
| Tullinge flygplats (F) | 1983-01-01 | – | 1985-06-30 |